# Aubay
Aubay est une entreprise de services du numérique (ESN). La société agit principalement auprès des grands groupes des secteurs de la banque, de la finance et de l'assurance. Elle est cotée à la bourse de Paris. Le siège est situé rue Pasteur à Boulogne-Billancourt.

## Historique
En 1997, Christian Aubert crée la société Aubay Technology, puis fait l'acquisition de la société MGL en France. Un an après, la société est introduite sur le marché libre OTC de la Bourse de Paris. Aubay Technology fait alors l'acquisition de la société OTS en Belgique, de la filiale Sintesis du groupe espagnol Sistemas, mais aussi de Scopase, Influx Technology, GF Seis et de la société Atlantic en France.
En 1999, la société est transférée sur le second marché de la Bourse de Paris. Le groupe continue son expansion en Belgique et en Espagne, faisant respectivement l'acquisition des sociétés Global Concepts et Three-I. Elle consolide également sa présence en France avec les acquisitions de Triangle Consulting et d'Açores Technologies.
C'est en 2000 que la dénomination sociale du groupe devient Aubay. L'entreprise fait cette année-là l'acquisition des sociétés Iksen (France), Offis (Benelux), Art (Italie) et Grupo Technologico Isalia (Espagne).
Dans le courant de l'année 2005 à 2006, le groupe acquiert les groupes français Kedros, Why Not Engineering puis Projipe, soit l'intégration d'environ 900 salariés supplémentaires, apportant au groupe une plus grande expertise dans le domaine de l'assurance.
En 2013, Aubay acquiert Aedian, à la suite d'une offre publique d'achat de 12,5 millions d'euros. Aedian est une société de conseil en management et systèmes d'information française dans les secteurs de la finance et des services publics créée en 1984. La société étend également sa présence en Italie, avec l'acquisition du groupe Blue Sof Consulting.
En 2014 et 2015, Aubay fait l'acquisition de Norma4 et de CastInfo, deux sociétés espagnoles spécialisées dans les services de conception et de développement d’applications.
En 2019, Aubay acquiert Quantic, une société française spécialisée en matière d'infrastructures IT, notamment Cloud et DevOps.

## Actionnaires
Liste des principaux actionnaires au 16 octobre 2019.
| Nom                    | %     |
| Philippe Rabasse       | 15,3% |
| Famille Aubert         | 10,5% |
| Christophe Andrieux    | 7,61% |
| Philippe Cornette      | 4,30% |
| Didier Lalanne         | 3,10% |
| Vincent Gauthier       | 2,63% |
| Christian Meunier      | 2,13% |
| Paolo Riccardi         | 1,90% |
| Aubay (plan d'épargne) | 0,70% |
| Inocap Gestion         | 0,60% |